# Nazareth (Lier)
Nazareth is een gehucht in de buurt van de Belgische stad Lier. Het is de sterfplaats van de monnik Bartholomeus De Vleesschouwer, die er een abdij stichtte: Abdij Onze-Lieve-Vrouw van Nazareth. Ook Beatrijs van Nazareth overleed hier.
Deelgemeenten: Lier · Koningshooikt

Hoofdwijken: Centrum · Mechelsepoort · Lisp · Leuvensepoort · Koningshooikt

Deelwijken: Beunt · Bogerse Velden · Boomlaar · Boshoek · Donderheide · Donk · Groten Brand · Hagenbroek · Hazendonk · Het Ven · Hulst · Lachenen · Klaplaar · Kloosterheide · Liesmortel · Mijl · Nazareth · Pullaar · Ringenhofwijk · Spreet · Tallaart · Zaat · Zevenbergen · Zuut · 't Lammeke · Koningsbos · Fruithoflaan

Belgische gemeenten · Arrondissement Mechelen · Antwerpen · Vlaanderen